# Belgisch Nationaal Infanteriemonument

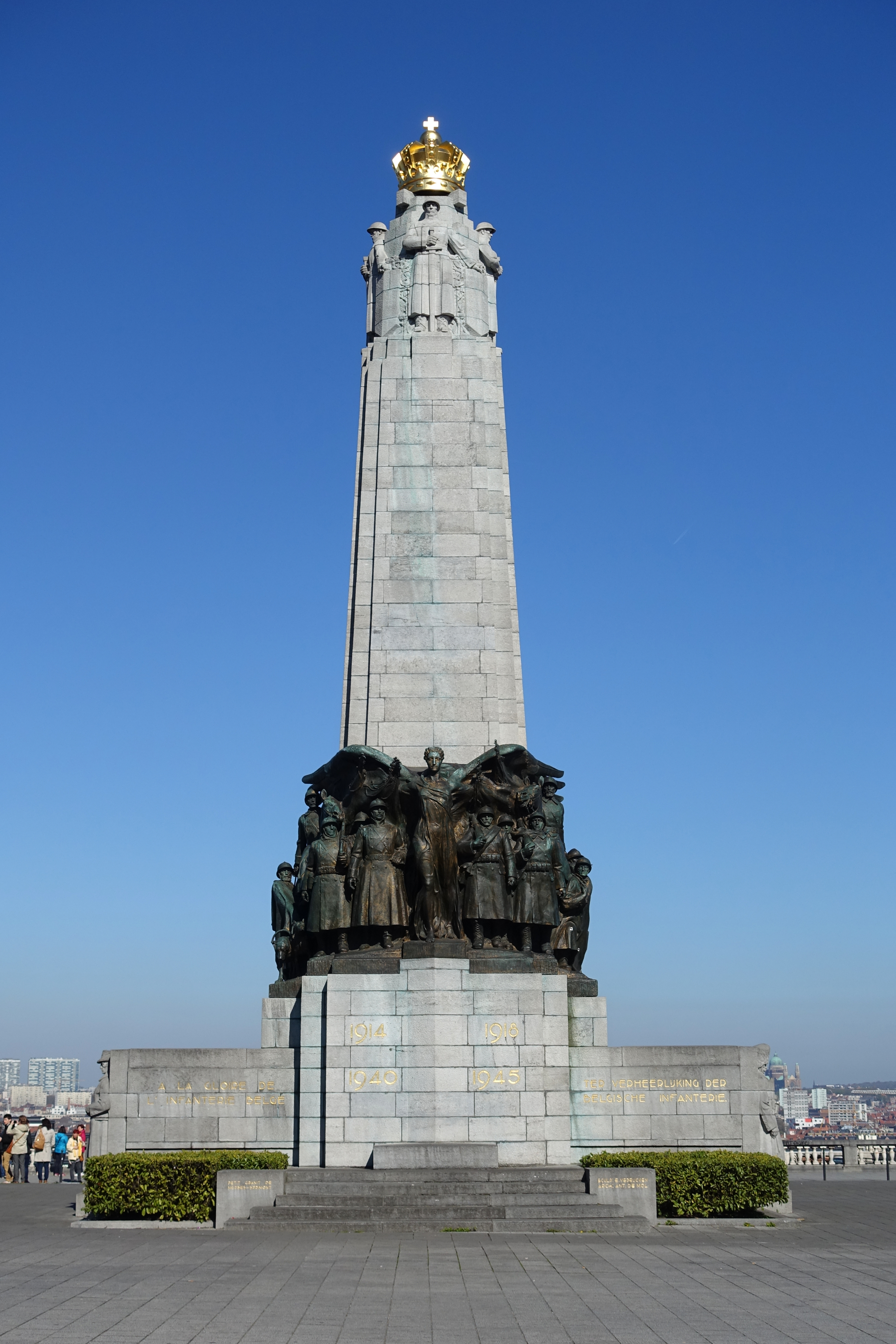
Belgisch Nationaal Infanteriemonument

Het Nationaal Monument ter herdenking van de Belgische infanterie bevindt zich aan de rand van het Poelaertplein, recht tegenover het Brits Oorlogsmonument en aan het noordoosten van het Justitiepaleis, in de Belgische stad Brussel.
Het monument, ontworpen door beeldhouwer Edouard Vereycken en architect Antoine De Mol, herdenkt de gesneuvelde Belgische infanteriesoldaten in de Eerste Wereldoorlog (1914-1918) en de Tweede Wereldoorlog (1939-1945).
Het bevindt zich op een verhoogd platform dat uitkijkt op het stadscentrum van Brussel.

## Ontwerp
Het ontwerp van het monument oogt kolossaal. Het monument bestaat uit een grote obelisk die uit kolenkalksteen werd vervaardigd. De enorme hoogte staat symbool staat erkentelijkheid. Het prijkt als het ware tot in de hemel waardoor de verheerlijking van de Belgische Infanterie wordt gesymboliseerd. Boven op de obelisk staat er een goudkleurige kroon met daaronder vier soldaten met zwaard.
Deze obelisk staat boven op een blauwe, vierhoekige sokkel. In de sokkel bevindt zich een crypte, met daarin een liggend beeld. De crypte is afgesloten met langs beide zijden een metalen hek. Aan beide zijden van deze hekken staan er twee stenen soldaten die als het ware de wacht houden voor de crypte. De twee soldaten stellen een grenadier en een jager te voet voor in 1914.
Aan de onderkant van het monument bevindt zich er beeldengroep, waar er zich een militair tafereel afspeelt. In het midden van de beeldengroep staat er een grote, centrale figuur. Deze vrouwelijke figuur is gevleugeld en draagt een lange golvende jurk. Deze bepaalde manier van afbeelding stamt uit de antieke traditie en staat symbool voor de overwinning.
Vertrekkende vanuit deze figuur wordt het monument verder symmetrisch opgebouwd, waardoor de compositie nog klassieker versterkt wordt. Aan beide kanten wordt ze omringd door infanteristen met bijhorend uniform en uitrusting. Het dramatische karakter van het tafereel wordt nog versterkt door de zeer expressieve blikken en posen van de infanteristen.

## Inhuldiging
In eerste instantie wou men het monument bovenaan de Kruidtuin, op de hoek van het vroegere Koninklijk Observatorium plaatsen. Voor de bouw van het monument werd door het uitvoerend comité gekozen voor een wedstrijd. De beeldhouwer Edouard Vereycken en de architect Antoine De Mol, die beiden trouwens gewond raakten tijdens de Eerste Wereldoorlog, wonnen deze wedstrijd. Edouard Vereycken is ook bekend voor verschillende borstbeelden en achttien gedenktekens voor de Eerste Wereldoorlog.
In 1932 veranderde men de locatie van het beeld naar het Queteletplein, dit stootte op fel protest. Waardoor men uiteindelijk eind 1933 gekozen heeft om het gedenkteken op het Poelaertplein te plaatsen.
Op 5 mei 1935 werd het monument ingehuldigd door koning Leopold III.

## Beschermd monument
Op 6 mei 2015 werd het gedenkteken geklasseerd tot beschermd monument. Deze beslissing werd genomen op basis van historische, sociale, artistieke en esthetische waarde.

## Inscripties
Op het monument staan ook verschillende inscripties om de heldhaftigheid van de al dan niet gesneuvelde Belgische soldaten te eren.
Voorkant:
| A LA GLOIRE DE L' INFANTERIE BELGE | 1914 1918 1940 1945 | TER VERHEERLIJKING DER BELGISCHE INFANTERIE |
| PETIT GRANIT DE MERBES-SPRIMONT    |                     | SCULP. E. VEREYCKEN ARCH. ANT. DE MOL       |

Achterkant:
| AAN DE INFANTERISTEN GESNEUVELD VOOR HET VADERLAND 1914-1918 - 1940-1945 | SALUS PATRIAE SUPREMA LEX | AUX FANTASSINS MORTS POUR LA PATRIE 1914 - 1918 1940 - 1945 |